# Tysklands forenede hold ved OL
Tysklands forenede hold (tysk: Gesamtdeutsche Mannschaft) deltog i de olympiske lege i årene 1956, 1960 og 1964 under vinter- og sommerlege som et forenet hold med atleter fra Forbundsrepublikken Tyskland (DBR, Vesttyskland) og Den Tyske Demokratiske Republik (DDR, Østtyskland). I 1956 inkluderede holdet også atleter fra den tredje tyske olympiske komiteen, Saarlands olympiske komité, som havde sendt et separat hold til OL i 1952. I 1956 var Saarland i færd med at blive indlemmet i den tyske olympiske komité, en proces som blev gennemført i marts 1957 da Saarland blev en del af Vesttyskland.
Østtyskland indførte i 1949 sin egen nationalsang, "Auferstanden aus Ruinen", mens Vesttyskland beholdt "Deutschlandlied". Derfor blev melodien til Friedrich Schillers digt An die Freude, Beethovens niende symfoni, som et kompromis spillet for de vindende tyske atleter ved medaljeceremonierne. I 1959 indførte Østtyskland sit eget flag, en modificering af Tysklands flag. Derfor måtte der også et kompromis til vedrørende flaget der blev brugt til det samlede tyske sportshold. Kompromiset blev et tysk flag med hvide olympiske ringe i midten af den midterste røde bjælke. Dette flag blev brugt fra 1960 til 1968.
Under legene i 1956, 1960 og 1964 blev holdet kaldt Tyskland, og den faste landskoden GER blev brugt, undtaget under Vinter-OL 1964 i Innsbruck, da den østrigske arrangør brugte tysk D for Deutschland. I eftertiden har Den Internationale Olympiske Komité (IOC) taget landskoden EUA (fra den officielle fransksproglige IOC-betegnelsen Équipe Unifiée d'Allemagne) i brug i sin statistik for det samlede tyske hold. Først i 1976 tog IOC standardiserede landekoder i brug. Før 1976 var det de lokale arrangementskomiteer som bestemte landekoderne, ofte på værtsnationens eget sprog, hvilket resulterede i et mylder af ikke genkendelige koder. 
Under Vinter-OL 1968 deltog Øst- og Vest-Tysklands udøvere som separate hold, men brugte fortsat kompromis-flaget og Beethovens symfoni. Deltagelsen i 1968 er i dag listet under IOK-koderne FRG og GDR, men i 1968 blev Vest-Tyskland kaldt Allemagne (Tyskland) med koden ALL i Grenoble og på spansk Alemania med koden ALE i Mexico City. Øst-Tyskland blev kaldt Allemagne de l'Est (Øst-Tyskland) i Grenoble og Alemania del Este i Mexico City med koden ADE under begge lege.
Adskillelsen blev afsluttet under Sommer-OL 1972 med brug af separate flag og nationalsange. På grund af boykot af Sommer-OL 1980 og østblokkens boykot af Sommer-OL 1984, var det kun i 1972, 1976 og 1988 at de to tyske hold konkurrere mod hinanden i sommer-OL (ikke medregnet Saar-holdet i 1952). Den tyske demokratiske republik blev opløst i 1990, og blev en del af Forbundsrepublikken Tyskland i forbindelse med den tyske genforening i 1990.

## Medaljeoversigt
| Tysklands forenede holds medaljer under de olympiske sommerlege | Tysklands forenede holds medaljer under de olympiske sommerlege | Tysklands forenede holds medaljer under de olympiske sommerlege | Tysklands forenede holds medaljer under de olympiske sommerlege | Tysklands forenede holds medaljer under de olympiske sommerlege | Tysklands forenede holds medaljer under de olympiske sommerlege |                        | Tysklands forenede holds medaljer under de olympiske vinterlege | Tysklands forenede holds medaljer under de olympiske vinterlege | Tysklands forenede holds medaljer under de olympiske vinterlege | Tysklands forenede holds medaljer under de olympiske vinterlege | Tysklands forenede holds medaljer under de olympiske vinterlege | Tysklands forenede holds medaljer under de olympiske vinterlege |
| Lege                                                            | Guld                                                            | Sølv                                                            | Bronze                                                          | Totalt                                                          | Rang                                                            | Lege                   | Guld                                                            | Sølv                                                            | Bronze                                                          | Totalt                                                          | Rang                                                            |                                                                 |
| 1956 Melbourne/Stockholm                                        | 6                                                               | 13                                                              | 7                                                               | 26                                                              | 7                                                               | 1956 Cortina d'Ampezzo | 1                                                               | 0                                                               | 1                                                               | 2                                                               | 9                                                               |                                                                 |
| 1960 Roma                                                       | 12                                                              | 19                                                              | 11                                                              | 42                                                              | 4                                                               | 1960 Squaw Valley      | 4                                                               | 3                                                               | 1                                                               | 8                                                               | 2                                                               |                                                                 |
| 1964 Tokyo                                                      | 10                                                              | 22                                                              | 18                                                              | 50                                                              | 4                                                               | 1964 Innsbruck         | 3                                                               | 3                                                               | 3                                                               | 9                                                               | 6                                                               |                                                                 |
| Totalt                                                          | 28                                                              | 54                                                              | 36                                                              | 118                                                             |                                                                 | Totalt                 | 8                                                               | 6                                                               | 5                                                               | 19                                                              |                                                                 |                                                                 |